# 永井真里子
永井 真里子（ながい まりこ、1月3日 - ）は、日本の女性声優。神奈川県出身。賢プロダクション所属。

## 経歴
専門学校 東京声優・国際アカデミーの声優養成科を卒業。
スクールデュオ16期生。
『コンビニカレシ』の三島秋良役で初のメインキャラクターを務めた。

## 人物
趣味・特技は絶対音感、落ちた硬貨の種類が音で判別できる、ソフトボール、史跡巡り、ギター、音楽ゲーム。
横浜DeNAベイスターズのファン。
日産・スカイラインGT-Rの愛好家であり、BCNR33型とBNR34型をそれぞれ所有している。

## 出演
太字はメインキャラクター。

### テレビアニメ
2017年
- キラキラ☆プリキュアアラモード（2017年 - 2018年、あきらファン、店員、養蜂家夫人、看護師、女の子、男の子）
- 僕のヒーローアカデミア（2017年 - 2024年、Ms.ジョーク） - 3シリーズ
- コンビニカレシ（三島秋良、女生徒、浴衣女子、選管女子、橋本 他）
- ドリフェス!R（ファン、女性）
- 妹さえいればいい。（中学時代の友人）

2018年
- 進撃の巨人（2018年 - 2022年、子供、子供たち、フィーネ、ルイーゼ） - 3シリーズ
- からくりサーカス（2018年 - 2019年、才賀善治のメイド、女子高生、フランシーヌの弟、ハナ、逃げる少女）
- 学園BASARA（女の子1）

2019年
- ちはやふる3（2019年 - 2020年、富士崎女子部員、生徒、観客、K大かるた部員、東大生 他）
- ポケットモンスター（2019年 - 2022年、クラスメイト、トレーナーの彼女、女児、バチンキー、ピッピ、マンキー） - 1シリーズ + 特別編

2020年
- SHOW BY ROCK!! ましゅまいれっしゅ!!（記者）
- もっと!まじめにふまじめ かいけつゾロリ（2020年 - 2022年、 女子リポーター、レポーター、フレディの妻、丙ヒメ、クロック 他） - 3シリーズ
- ふしぎ駄菓子屋 銭天堂（2020年 - 2025年、生徒、双葉、神田川千春、偽紅子、渋谷美桜 他）

2021年
- SK∞ エスケーエイト（女子大生、少年愛之介、ギャラリー）
- セブンナイツ レボリューション -英雄の継承者-（生徒）
- SHAMAN KING（ミイネ・モンゴメリ）

2022年
- VAZZROCK THE ANIMATION（スタッフC）
- アイドリッシュセブン Third BEAT!（女性A）

2023年
- ポケットモンスター めざせポケモンマスター（マダツボミ、子供、女性）
- ポケットモンスター（2023年 - 2025年、トレーナー、リップ、通行人、シママ、観客）
- MFゴースト（2023年 - 2024年、若葉、若菜） - 2シリーズ
- キボウノチカラ〜オトナプリキュア'23〜（生徒、関根、街の人）

2024年
- 愚かな天使は悪魔と踊る（カルテットA）
- 道産子ギャルはなまらめんこい（飛鳥）
- アイドルマスター シャイニーカラーズ（西城樹里） - 2シリーズ
- オーイ!とんぼ（2024年 - 2025年、ユリ）

2025年
- 青春ブタ野郎はサンタクロースの夢を見ない（友人、女性、カップル女、クラスメイト、同級生女）
- 怪獣8号（市民）

### 劇場アニメ
- 映画 キラキラ☆プリキュアアラモード パリッと!想い出のミルフィーユ!（2017年、女性）
- 劇場版ポケットモンスター ココ（2020年、エルフーン）
- 映画 デリシャスパーティ♡プリキュア 夢みる♡お子さまランチ!（2022年）

### OVA
- 蒼穹のファフナー THE BEYOND（2019年 - 2021年、近藤衛一郎[12]）
- 銀河英雄伝説 Die Neue These（2022年、カール・フランツ・ケンプ[13]）

### Webアニメ
- 薄明の翼（2020年、子供たち）
- ニンジャラ シノビの里（2020年、子供B）
- Plott
  - 太鼓の達人 アニメば〜じょん！（2021年 - 、ヤマト[14]、フア）
  - テイコウペンギン（2022年、ヤマト）
  - 混血のカレコレ（2022年、ヤマト）
- Pokémon Evolutions（2021年、アユミ）
- PLUTO（2023年、隆史）

### ゲーム
2018年
- アイドルマスター シャイニーカラーズ（2018年 - 2024年、西城樹里）
- ディアホライズン（サクラ、ジル・ド・レ）

2019年
- ポケモンマスターズ / EX（2019年 - 2024年、トウコ）

2020年
- ラストピリオド -終わりなき螺旋の物語-（C・ヴァージェス）
- CHOJO-CryptoGirlsArena（蝶世柚）

2022年
- アイドルマスター ポップリンクス（西城樹里）

2023年
- 帰ってきた 名探偵ピカチュウ
- アイドルマスター シャイニーカラーズ Song for Prism（2023年 - 2024年、西城樹里）

### 吹き替え

#### アニメ
- ザ・スーパーマリオブラザーズ・ムービー（2023年）

### ラジオ
※はインターネット配信。
- アイドルマスター シャイニーカラーズ はばたきラジオステーション（2018年 - 、ASOBI CHANNEL※） - 週替わりパーソナリティ
- THE IDOLM@STER MUSIC ON THE RADIO（2019年、ニコニコ生放送※） - アシスタントパーソナリティー[20]

### ネット配信番組
- 涼本あきほ・永井真里子の「しぇあはうしゅ」（2020年 - 、ニコニコ生放送・YouTube Live）
- 永井真里子のようこそ！一緒にハマりませんか!?（2021年 - 、ニコニコ生放送）[21]
- 丸岡和佳奈のごめんあそばせ永井さん（2021年7月21日 -  、ニコニコ生放送、YouTube Live）[22]ゲストパーソナリティ

### 映像商品
- 「THE IDOLM@STER SHINY COLORS 1stLIVE FLY TO THE SHINY SKY」Blu-ray（2019年）[23]
- バンダイナムコエンターテインメントフェスティバル 2days LIVE Blu-ray（2020年）[24]
- 「THE IDOLM@STER SHINY COLORS MUSIC DAWN」Blu-ray（2021年）[25]
- 「THE IDOLM@STER SHINY COLORS 2ndLIVE STEP INTO THE SUNSET SKY」Blu-ray（2021年）[26]
- 「THE IDOLM@STER SHINY COLORS 3rdLIVE TOUR PIECE ON PLANET / NAGOYA / TOKYO / FUKUOKA」Blu-ray（2022年）[27]  [28]  [29]
- 「THE IDOLM@STER SHINY COLORS 4thLIVE 空は澄み、今を越えて。」Blu-ray（2022年）[30]
- THE IDOLM@STER M@STERS OF IDOL WORLD!!!!! 2023 Blu-ray PERFECT BOX!!!!!（2023年）[31]
- 「THE IDOLM@STER SHINY COLORS 5thLIVE If I_wings.」Blu-ray（2023年）[32]
- 283PRODUCTION SOLO PERFORMANCE LIVE「我儘なまま」Blu-ray（2024年）[33]
- THE IDOLM@STER SHINY COLORS 5.5th Anniversary LIVE「星が見上げた空」Blu-ray（2024年）[34]
- 「異次元フェス アイドルマスター★♥ラブライブ！歌合戦」Blu-ray（2024年）[35]

### その他コンテンツ
- LINEスタンプ『アイドルマスター シャイニーカラーズ』（2019年 - 2020年、西城樹里） - 2作品

## ディスコグラフィ

### キャラクターソング
| 発売日   | 商品名                                                                               | 歌 | 楽曲 | 備考                                                                             |
| 2018年   | 2018年                                                                               | 2018年 | 2018年 | 2018年                                                                           |
| -------- | ------------------------------------------------------------------------------------ | --- | --- | -------------------------------------------------------------------------------- |
| 6月6日   | THE IDOLM@STER SHINY COLORS BRILLI@NT WING 01 Spread the Wings!!                     | シャイニーカラーズ                                                                                                   | 「Spread the Wings!!」 「Multicolored Sky」 | ゲーム『アイドルマスター シャイニーカラーズ』テーマソング                        |
| 9月5日   | THE IDOLM@STER SHINY COLORS BRILLI@NT WING 04 夢咲きAfter school                     | 放課後クライマックスガールズ                                                                                         | 「夢咲きAfter school」 「太陽キッス」 「Spread the Wings!!」 | ゲーム『アイドルマスター シャイニーカラーズ』関連曲                              |
| 12月19日 | THE IDOLM@STER SHINY COLORS SE@SONAL WINTER                                          | シャイニーカラーズ                                                                                                   | 「SNOW FLAKES MEMORIES」 「Let's get a chance」 | ゲーム『アイドルマスター シャイニーカラーズ』関連曲                              |
| 2019年   |                                                                                      | | |                                                                                  |
| 3月9日   | THE IDOLM@STER SHINY COLORS SOLO COLLECTION -1stLIVE FLY TO THE SHINY SKY-           | 西城樹里（永井真里子）                                                                                               | 「夢咲きAfter school」 | ゲーム『アイドルマスター シャイニーカラーズ』関連曲                              |
| 4月10日  | THE IDOLM@STER SHINY COLORS FR@GMENT WING 01                                         | シャイニーカラーズ                                                                                                   | 「Ambitious Eve」 「いつか Shiny Days」 | ゲーム『アイドルマスター シャイニーカラーズ』関連曲                              |
| 7月10日  | THE IDOLM@STER SHINY COLORS FR@GMENT WING 04                                         | 放課後クライマックスガールズ                                                                                         | 「ビーチブレイバー」 「よりみちサンセット」 「Ambitious Eve」 | ゲーム『アイドルマスター シャイニーカラーズ』関連曲                              |
| 8月18日  | THE IDOLM@STER SHINY COLORS SOLO COLLECTION -SUMMER PARTY 2019-                      | 西城樹里（永井真里子）                                                                                               | 「太陽キッス」 | ゲーム『アイドルマスター シャイニーカラーズ』関連曲                              |
| 12月18日 | THE IDOLM@STER SHINY COLORS FUTURITY SMILE                                           | シャイニーカラーズ                                                                                                   | 「FUTURITY SMILE」 「Spread the Wings!!」 | ゲーム『アイドルマスター シャイニーカラーズ』関連曲                              |
| 2020年   |                                                                                      | | |                                                                                  |
| 2月12日  | THE IDOLM@STER SHINY COLORS SWEET♡STEP                                               | シャイニーカラーズ                                                                                                   | 「SWEET♡STEP」 「Multicolored Sky」 | ゲーム『アイドルマスター シャイニーカラーズ』関連曲                              |
| 3月21日  | THE IDOLM@STER SHINY COLORS SOLO COLLECTION -SPRING PARTY 2020-                      | 西城樹里（永井真里子）                                                                                               | 「ビーチブレイバー」 | ゲーム『アイドルマスター シャイニーカラーズ』関連曲                              |
| 4月8日   | THE IDOLM@STER SHINY COLORS GR@DATE WING 01                                          | シャイニーカラーズ                                                                                                   | 「シャイノグラフィ」 「Dye the sky.」 | ゲーム『アイドルマスター シャイニーカラーズ』関連曲                              |
| 7月29日  | THE IDOLM@STER SHINY COLORS SOLO COLLECTION -2ndLIVE STEP INTO THE SUNSET SKY-       | 西城樹里（永井真里子）                                                                                               | 「よりみちサンセット」 | ゲーム『アイドルマスター シャイニーカラーズ』関連曲                              |
| 10月31日 | THE IDOLM@STER SHINY COLORS SOLO COLLECTION -MUSIC DAWN-                             | 西城樹里（永井真里子）                                                                                               | 「SNOW FLAKES MEMORIES」 | ゲーム『アイドルマスター シャイニーカラーズ』関連曲                              |
| 11月18日 | THE IDOLM@STER SHINY COLORS GR@DATE WING 04                                          | 放課後クライマックスガールズ                                                                                         | 「五ツ座流星群」 「学祭革命夜明け前」 「シャイノグラフィ」 | ゲーム『アイドルマスター シャイニーカラーズ』関連曲                              |
| 2021年   |                                                                                      | | |                                                                                  |
| 3月10日  | THE IDOLM@STER SHINY COLORS COLORFUL FE@THERS -Sol-                                  | 西城樹里（永井真里子）                                                                                               | 「過純性ブリーチ」 | ゲーム『アイドルマスター シャイニーカラーズ』関連曲                              |
| 3月10日  | THE IDOLM@STER SHINY COLORS COLORFUL FE@THERS -Sol-                                  | Team.Sol | 「SOLAR WAY」 | ゲーム『アイドルマスター シャイニーカラーズ』関連曲                              |
| 4月14日  | THE IDOLM@STER SHINY COLORS L@YERED WING 01                                          | シャイニーカラーズ                                                                                                   | 「Resonance⁺」 「Color Days」 | ゲーム『アイドルマスター シャイニーカラーズ』関連曲                              |
| 4月24日  | THE IDOLM@STER SHINY COLORS SOLO COLLECTION -3rdLIVE TOUR PIECE ON PLANET / TOKYO-   | 西城樹里（永井真里子）                                                                                               | 「五ツ座流星群」 | ゲーム『アイドルマスター シャイニーカラーズ』関連曲                              |
| 5月29日  | THE IDOLM@STER SHINY COLORS SOLO COLLECTION -3rdLIVE TOUR PIECE ON PLANET / FUKUOKA- | 西城樹里（永井真里子）                                                                                               | 「学祭革命夜明け前」 | ゲーム『アイドルマスター シャイニーカラーズ』関連曲                              |
| 7月14日  | THE IDOLM@STER SHINY COLORS L@YERED WING 04                                          | 放課後クライマックスガールズ                                                                                         | 「クライマックスアイランド」 「拝啓タイムカプセル」 「Resonance⁺」 | ゲーム『アイドルマスター シャイニーカラーズ』関連曲                              |
| 2022年   |                                                                                      | | |                                                                                  |
| 2月14日  | THE IDOLM@STER SHINY COLORS SOLO COLLECTION -L@YERED WING part 1-                    | 西城樹里（永井真里子）                                                                                               | 「クライマックスアイランド」 | ゲーム『アイドルマスター シャイニーカラーズ』関連曲                              |
| 2月14日  | THE IDOLM@STER SHINY COLORS SOLO COLLECTION -L@YERED WING part 2-                    | 西城樹里（永井真里子）                                                                                               | 「拝啓タイムカプセル」 | ゲーム『アイドルマスター シャイニーカラーズ』関連曲                              |
| 4月13日  | THE IDOLM@STER SHINY COLORS PANOR@MA WING 01                                         | シャイニーカラーズ                                                                                                   | 「虹の行方」 「Daybreak Age」 | ゲーム『アイドルマスター シャイニーカラーズ』関連曲                              |
| 4月23日  | THE IDOLM@STER SHINY COLORS Synthe-Side 02                                           | 放課後クライマックスガールズ、ノクチル                                                                               | 「相合学舎」 | ゲーム『アイドルマスター シャイニーカラーズ』関連曲                              |
| 4月23日  | THE IDOLM@STER SHINY COLORS Synthe-Side 02                                           | 西城樹里（永井真里子）                                                                                               | 「相合学舎」 | ゲーム『アイドルマスター シャイニーカラーズ』関連曲                              |
| 7月13日  | THE IDOLM@STER SHINY COLORS PANOR@MA WING 04                                         | 放課後クライマックスガールズ                                                                                         | 「一閃は君が導く」 「キャットスクワッド」 「虹の行方」 | ゲーム『アイドルマスター シャイニーカラーズ』関連曲                              |
| 8月13日  | THE IDOLM@STER SHINY COLORS B☆Health                                                 | シャイニーカラーズ                                                                                                   | 「283体操」 「シャイニーエクササイズ」 | ゲーム『アイドルマスター シャイニーカラーズ』関連曲                              |
| 2023年   |                                                                                      | | |                                                                                  |
| 1月18日  | THE IDOLM@STER SHINY COLORS WING COLLECTION -A side-                                 | シャイニーカラーズ                                                                                                   | 「Spread the Wings!! -25 colors-」 「Ambitious Eve -25 colors-」 「シャイノグラフィ -25 colors-」 「Resonance⁺ -25 colors-」 「SNOW FLAKES MEMORIES -25 colors-」 「FUTURITY SMILE -25 colors-」 | ゲーム『アイドルマスター シャイニーカラーズ』関連曲                              |
| 2月8日   | THE IDOLM@STER SHINY COLORS WING COLLECTION -B side-                                 | シャイニーカラーズ                                                                                                   | 「Multicolored Sky -25 colors-」 「いつか Shiny Days -25 colors-」 「Dye the sky. -25 colors-」 「Color Days -25 colors-」 「Let's get a chance -25 colors-」 「SWEET♡STEP -25 colors-」         | ゲーム『アイドルマスター シャイニーカラーズ』関連曲                              |
| 2月11日  | THE IDOLM@STER SHINY COLORS SOLO COLLECTION -M@STERS OF IDOL WORLD!!!!! 2023-        | 西城樹里（永井真里子）                                                                                               | 「Let’s get a chance」 | ゲーム『アイドルマスター シャイニーカラーズ』関連曲                              |
| 3月18日  | THE IDOLM@STER SHINY COLORS SOLO COLLECTION -5thLIVE If I_wings. part1-              | 西城樹里（永井真里子）                                                                                               | 「一閃は君が導く」 | ゲーム『アイドルマスター シャイニーカラーズ』関連曲                              |
| 3月18日  | THE IDOLM@STER SHINY COLORS SOLO COLLECTION -5thLIVE If I_wings. part2-              | 西城樹里（永井真里子）                                                                                               | 「キャットスクワッド」 | ゲーム『アイドルマスター シャイニーカラーズ』関連曲                              |
| 6月14日  | THE IDOLM@STER SHINY COLORS “CANVAS” 03                                              | 放課後クライマックスガールズ                                                                                         | 「ハナサカサイサイ」 「全力アンサー」 「ひめくりモザイク」 | ゲーム『アイドルマスター シャイニーカラーズ』関連曲                              |
| 7月22日  | THE IDOLM@STER SHINY COLORS SOLO COLLECTION -SOLO PERFORMANCE LIVE 我儘なまま Sol-   | 西城樹里（永井真里子）                                                                                               | 「SOLAR WAY」 | ゲーム『アイドルマスター シャイニーカラーズ』関連曲                              |
| 10月18日 | THE IDOLM@STER SHINY COLORS Song for Prism 星の声                                    | シャイニーカラーズ                                                                                                   | 「星の声」 | ゲーム『アイドルマスター シャイニーカラーズ Song for Prism』テーマソング         |
| 2024年   |                                                                                      | | |                                                                                  |
| 1月24日  | THE IDOLM@STER SHINY COLORS Song for Prism 裸足じゃイラレナイ / 明日もBeautiful Day  | 放課後クライマックスガールズ                                                                                         | 「裸足じゃイラレナイ」 | ゲーム『アイドルマスター シャイニーカラーズ Song for Prism』関連曲               |
| 3月2日   | THE IDOLM@STER SHINY COLORS SOLO COLLECTION -6thLIVE TOUR Come and Unite! part1-     | 西城樹里（永井真里子）                                                                                               | 「ハナサカサイサイ」 | ゲーム『アイドルマスター シャイニーカラーズ』関連曲                              |
| 3月2日   | THE IDOLM@STER SHINY COLORS SOLO COLLECTION -6thLIVE TOUR Come and Unite! part2-     | 西城樹里（永井真里子）                                                                                               | 「全力アンサー」 | ゲーム『アイドルマスター シャイニーカラーズ』関連曲                              |
| 3月2日   | THE IDOLM@STER SHINY COLORS SOLO COLLECTION -6thLIVE TOUR Come and Unite! part3-     | 西城樹里（永井真里子）                                                                                               | 「ひめくりモザイク」 | ゲーム『アイドルマスター シャイニーカラーズ』関連曲                              |
| 4月10日  | THE IDOLM@STER SHINY COLORS ツバサグラビティ                                         | シャイニーカラーズ                                                                                                   | 「ツバサグラビティ」 | テレビアニメ『アイドルマスター シャイニーカラーズ』オープニングテーマ            |
| 4月10日  | THE IDOLM@STER SHINY COLORS ツバサグラビティ                                         | 放課後クライマックスガールズ                                                                                         | 「ツバサグラビティ」 | テレビアニメ『アイドルマスター シャイニーカラーズ』関連曲                        |
| 4月17日  | THE IDOLM@STER SHINY COLORS シャイニーPRオファー vol.3                               | 芹沢あさひ（田中有紀）、八宮めぐる（峯田茉優）、西城樹里（永井真里子）                                               | 「GOTCHA」 | ゲーム『アイドルマスター シャイニーカラーズ』関連曲                              |
| 4月17日  | THE IDOLM@STER SHINY COLORS シャイニーPRオファー vol.3                               | 西城樹里（永井真里子）                                                                                               | 「GOTCHA」 | ゲーム『アイドルマスター シャイニーカラーズ』関連曲                              |
| 7月10日  | THE IDOLM@STER SHINY COLORS ECHOES 03                                                | 放課後クライマックスガールズ                                                                                         | 「放課後マギア」 「パーティーマジックデザイナー」 「Migratory Echoes」 | ゲーム『アイドルマスター シャイニーカラーズ』関連曲                              |
| 7月27日  | THE IDOLM@STER SHINY COLORS LIVE FUN!! -Beyond the Blue sky part1-                   | 西城樹里（永井真里子）                                                                                               | 「ツバサグラビティ」 | テレビアニメ『アイドルマスター シャイニーカラーズ』関連曲                        |
| 10月9日  | THE IDOLM@STER SHINY COLORS プリズムフレア                                           | シャイニーカラーズ                                                                                                   | 「プリズムフレア」 | テレビアニメ『アイドルマスター シャイニーカラーズ 2nd season』オープニングテーマ |
| 10月9日  | THE IDOLM@STER SHINY COLORS プリズムフレア                                           | 放課後クライマックスガールズ                                                                                         | 「プリズムフレア」 | テレビアニメ『アイドルマスター シャイニーカラーズ 2nd season』関連曲             |
| 10月30日 | THE IDOLM@STER SHINY COLORS Happy Surprise Trick!                                    | 八宮めぐる（峯田茉優）、三峰結華（希水しお）、小宮果穂（河野ひより）、西城樹里（永井真里子）、大崎甘奈（黒木ほの香） | 「CANDY UNIVERSE」 | テレビアニメ『アイドルマスター シャイニーカラーズ 2nd season』関連曲             |
| 10月30日 | THE IDOLM@STER SHINY COLORS Happy Surprise Trick!                                    | シャイニーカラーズ                                                                                                   | 「Poison Berry Daughters」 | テレビアニメ『アイドルマスター シャイニーカラーズ 2nd season』関連曲             |
| 12月25日 | THE IDOLM@STER SHINY COLORS Over the prism                                           | 放課後クライマックスガールズ                                                                                         | 「さあ舞い上がれ」 | テレビアニメ『アイドルマスター シャイニーカラーズ 2nd season』関連曲             |
| 12月25日 | THE IDOLM@STER SHINY COLORS Over the prism                                           | シャイニーカラーズ                                                                                                   | 「プリズムフレア -23 colors-」 | テレビアニメ『アイドルマスター シャイニーカラーズ 2nd season』関連曲             |
| 2025年   |                                                                                      | | |                                                                                  |
| 1月29日  | THE IDOLM@STER SHINY COLORS Song for Prism Shower of light / 快盗Vを見逃すな         | 放課後クライマックスガールズ                                                                                         | 「快盗Vを見逃すな」 | ゲーム『アイドルマスター シャイニーカラーズ Song for Prism』関連曲               |

### その他参加楽曲
| 発売日        | 商品名                                           | 歌                                                       | 楽曲                       | 備考                                                         |
| ------------- | ------------------------------------------------ | -------------------------------------------------------- | -------------------------- | ------------------------------------------------------------ |
| 2022年12月5日 | 283PRODUCTION UNIT LIVE SETSUNA BEAT ORIGINAL CD | 河野ひより、白石晴香、永井真里子、丸岡和佳奈、涼本あきほ | 「ハピリリ」               | ライブイベント『283PRODUCTION UNIT LIVE SETSUNA BEAT』関連曲 |
| 2022年12月5日 | 283PRODUCTION UNIT LIVE SETSUNA BEAT ORIGINAL CD | 土屋李央、和久井優、永井真里子、涼本あきほ               | 「Wandering Dream Chaser」 | ライブイベント『283PRODUCTION UNIT LIVE SETSUNA BEAT』関連曲 |
| 2022年12月5日 | 283PRODUCTION UNIT LIVE SETSUNA BEAT ORIGINAL CD | 前川涼子、丸岡和佳奈、田嶌紗蘭、岡咲美保、永井真里子     | 「Black Reverie」          | ライブイベント『283PRODUCTION UNIT LIVE SETSUNA BEAT』関連曲 |

### シリーズ一覧
1. ↑  第2期（2017年）、第3期（2018年）、第7期（2024年）
2. ↑  Season 3 Part 1（2018年）、The Final Season Part 1（2020年 - 2021年）、The Final Season Part 2（2022年）
3. ↑  テレビシリーズ（2019年 - 2022年）、特別編『遥かなる青い空』（2022年）
4. ↑  第1シリーズ（2020年）、第2シリーズ（2021年）、第3シリーズ（2022年）
5. ↑  1st Season（2023年）、2nd Season（2024年）
6. ↑  1st season（2024年）、2nd season（2024年）

### 初出話一覧
1. 1 2  第146話初出
2. 1 2 3 4 5  第1話初出
3. ↑  第32話初出
4. ↑  第20話初出
5. 1 2  第10話初出
6. ↑  第4話初出
7. 1 2  第12話初出
8. ↑  第26話初出
9. ↑  第15話初出
10. ↑  第2話初出
11. ↑  第3話初出
12. ↑  第5話初出
13. ↑  第7話初出
14. ↑  第14話初出

### ユニットメンバー
1. 1 2  櫻木真乃（関根瞳）、風野灯織（近藤玲奈）、八宮めぐる（峯田茉優）、月岡恋鐘（礒部花凜）、田中摩美々（菅沼千紗）、白瀬咲耶（八巻アンナ）、三峰結華（成海瑠奈）、幽谷霧子（結名美月）、小宮果穂（河野ひより）、園田智代子（白石晴香）、西城樹里（永井真里子）、杜野凛世（丸岡和佳奈）、有栖川夏葉（涼本あきほ）、大崎甘奈（黒木ほの香）、大崎甜花（前川涼子）、桑山千雪（芝崎典子）
2. 1 2 3 4 5 6 7 8 9 10 11 12 13  小宮果穂（河野ひより）、園田智代子（白石晴香）、西城樹里（永井真里子）、杜野凛世（丸岡和佳奈）、有栖川夏葉（涼本あきほ）
3. 1 2 3  櫻木真乃（関根瞳）、風野灯織（近藤玲奈）、八宮めぐる（峯田茉優）、月岡恋鐘（礒部花凜）、田中摩美々（菅沼千紗）、白瀬咲耶（八巻アンナ）、三峰結華（成海瑠奈）、幽谷霧子（結名美月）、小宮果穂（河野ひより）、園田智代子（白石晴香）、西城樹里（永井真里子）、杜野凛世（丸岡和佳奈）、有栖川夏葉（涼本あきほ）、大崎甘奈（黒木ほの香）、大崎甜花（前川涼子）、桑山千雪（芝崎典子）、芹沢あさひ（田中有紀）、黛冬優子（幸村恵理）、和泉愛依（北原沙弥香）
4. ↑  櫻木真乃（関根瞳）、風野灯織（近藤玲奈）、八宮めぐる（峯田茉優）、月岡恋鐘（礒部花凜）、田中摩美々（菅沼千紗）、白瀬咲耶（八巻アンナ）、三峰結華（成海瑠奈）、幽谷霧子（結名美月）、小宮果穂（河野ひより）、園田智代子（白石晴香）、西城樹里（永井真里子）、杜野凛世（丸岡和佳奈）、有栖川夏葉（涼本あきほ）、大崎甘奈（黒木ほの香）、大崎甜花（前川涼子）、桑山千雪（芝崎典子）、芹沢あさひ（田中有紀）、黛冬優子（幸村恵理）、和泉愛依（北原沙弥香）、浅倉透（和久井優）、樋口円香（土屋李央）、福丸小糸（田嶌紗蘭）、市川雛菜（岡咲美保）
5. ↑  八宮めぐる（峯田茉優）、白瀬咲耶（八巻アンナ）、西城樹里（永井真里子）、有栖川夏葉（涼本あきほ）、桑山千雪（芝崎典子）、黛冬優子（幸村恵理）、浅倉透（和久井優）、市川雛菜（岡咲美保）
6. ↑  櫻木真乃（関根瞳）、風野灯織（近藤玲奈）、八宮めぐる（峯田茉優）、月岡恋鐘（礒部花凜）、田中摩美々（菅沼千紗）、白瀬咲耶（八巻アンナ）、三峰結華（成海瑠奈）、幽谷霧子（結名美月）、小宮果穂（河野ひより）、園田智代子（白石晴香）、西城樹里（永井真里子）、杜野凛世（丸岡和佳奈）、有栖川夏葉（涼本あきほ）、大崎甘奈（黒木ほの香）、大崎甜花（前川涼子）、桑山千雪（芝崎典子）、芹沢あさひ（田中有紀）、黛冬優子（幸村恵理）、和泉愛依（北原沙弥香）、浅倉透（和久井優）、樋口円香（土屋李央）、福丸小糸（田嶌紗蘭）、市川雛菜（岡咲美保）、七草にちか（紫月杏朱彩）、緋田美琴（山根綺）
7. 1 2 3  櫻木真乃（関根瞳）、風野灯織（近藤玲奈）、八宮めぐる（峯田茉優）、月岡恋鐘（礒部花凜）、田中摩美々（菅沼千紗）、白瀬咲耶（八巻アンナ）、三峰結華（希水しお）、幽谷霧子（結名美月）、小宮果穂（河野ひより）、園田智代子（白石晴香）、西城樹里（永井真里子）、杜野凛世（丸岡和佳奈）、有栖川夏葉（涼本あきほ）、大崎甘奈（黒木ほの香）、大崎甜花（前川涼子）、桑山千雪（芝崎典子）、芹沢あさひ（田中有紀）、黛冬優子（幸村恵理）、和泉愛依（北原沙弥香）、浅倉透（和久井優）、樋口円香（土屋李央）、福丸小糸（田嶌紗蘭）、市川雛菜（岡咲美保）、七草にちか（紫月杏朱彩）、緋田美琴（山根綺）
8. ↑  浅倉透（和久井優）、樋口円香（土屋李央）、福丸小糸（田嶌紗蘭）、市川雛菜（岡咲美保）
9. ↑  八宮めぐる（峯田茉優）、月岡恋鐘（礒部花凜）、西城樹里（永井真里子）、桑山千雪（芝崎典子）、芹沢あさひ（田中有紀）、福丸小糸（田嶌紗蘭）、七草にちか（紫月杏朱彩）
10. ↑  櫻木真乃（関根瞳）、風野灯織（近藤玲奈）、八宮めぐる（峯田茉優）、月岡恋鐘（礒部花凜）、田中摩美々（菅沼千紗）、白瀬咲耶（八巻アンナ）、三峰結華（希水しお）、幽谷霧子（結名美月）、小宮果穂（河野ひより）、園田智代子（白石晴香）、西城樹里（永井真里子）、杜野凛世（丸岡和佳奈）、有栖川夏葉（涼本あきほ）、大崎甘奈（黒木ほの香）、大崎甜花（前川涼子）、桑山千雪（芝崎典子）、芹沢あさひ（田中有紀）、黛冬優子（幸村恵理）、和泉愛依（北原沙弥香）、浅倉透（和久井優）、樋口円香（土屋李央）、福丸小糸（田嶌紗蘭）、市川雛菜（岡咲美保）、七草にちか（紫月杏朱彩）、緋田美琴（山根綺）、斑鳩ルカ（川口莉奈）、鈴木羽那（三川華月）、郁田はるき（小澤麗那）
11. ↑  櫻木真乃（関根瞳）、風野灯織（近藤玲奈）、八宮めぐる（峯田茉優）、月岡恋鐘（礒部花凜）、田中摩美々（菅沼千紗）、白瀬咲耶（八巻アンナ）、三峰結華（希水しお）、幽谷霧子（結名美月）、小宮果穂（河野ひより）、園田智代子（白石晴香）、西城樹里（永井真里子）、杜野凛世（丸岡和佳奈）、有栖川夏葉（涼本あきほ）、大崎甘奈（黒木ほの香）、大崎甜花（前川涼子）、桑山千雪（芝崎典子）
12. 1 2  櫻木真乃（関根瞳）、風野灯織（近藤玲奈）、八宮めぐる（峯田茉優）、月岡恋鐘（礒部花凜）、田中摩美々（菅沼千紗）、白瀬咲耶（八巻アンナ）、三峰結華（希水しお）、幽谷霧子（結名美月）、小宮果穂（河野ひより）、園田智代子（白石晴香）、西城樹里（永井真里子）、杜野凛世（丸岡和佳奈）、有栖川夏葉（涼本あきほ）、大崎甘奈（黒木ほの香）、大崎甜花（前川涼子）、桑山千雪（芝崎典子）、芹沢あさひ（田中有紀）、黛冬優子（幸村恵理）、和泉愛依（北原沙弥香）
13. ↑  櫻木真乃（関根瞳）、風野灯織（近藤玲奈）、八宮めぐる（峯田茉優）、月岡恋鐘（礒部花凜）、田中摩美々（菅沼千紗）、白瀬咲耶（八巻アンナ）、三峰結華（希水しお）、幽谷霧子（結名美月）、小宮果穂（河野ひより）、園田智代子（白石晴香）、西城樹里（永井真里子）、杜野凛世（丸岡和佳奈）、有栖川夏葉（涼本あきほ）、大崎甘奈（黒木ほの香）、大崎甜花（前川涼子）、桑山千雪（芝崎典子）、芹沢あさひ（田中有紀）、黛冬優子（幸村恵理）、和泉愛依（北原沙弥香）、浅倉透（和久井優）、樋口円香（土屋李央）、福丸小糸（田嶌紗蘭）、市川雛菜（岡咲美保）